# Фолькенрат, Элизабет
Эли́забет Фо́лькенрат (нем. Elisabeth Volkenrath, урожд. Мюлан, нем. Mühlan); 5 сентября 1919, Шёнау, Свободное государство Пруссия, Веймарская республика — 13 декабря 1945, Тюрьма Хамельн, Британская зона оккупации Германии, Германия) — надзирательница нескольких нацистских концентрационных лагерей во времена Второй мировой войны.
Мюлан была неквалифицированным работником (чернорабочей), когда поступила на службу в концентрационный лагерь в качестве добровольца. Её служба началась в октябре 1941 года, когда её определили в Равенсбрюк в качестве простой надзирательницы. В марте 1942 года она переводится в Освенцим-Биркенау, где начала работать в той же должности, что и в Равенсбрюке. В Освенциме она познакомилась с роттенфюрером (начальником отряда) СС Хайнцем Фолькенратом (нем. Heinz Volkenrath), который начал работу в концлагере в 1941 году, в качестве блокфюрера СС (наблюдателя за порядком в бараке). Они поженились в 1943 году. Элизабет Фолькенрат принимала участие в отборе заключённых в газовые камеры. В ноябре 1944 года Элизабет назначена на должность старшей надзирательницы на все отделения для женщин-заключённых Освенцима:218.
Когда Освенцим был закрыт, Фолькенрат перевели в концлагерь Берген-Бельзен. В феврале 1945 года она была назначена на должность старшей надзирательницы в Берген-Бельзене:218.

## Бельзенский процесс
17 апреля 1945 года Элизабет Фолькенрат была арестована британской армией и предстала перед судом во время Бельзенского процесса. Её приговорили к смертной казни. Приговор был приведён в исполнение в Хамельнской тюрьме Альбертом Пирпойнтом 13 декабря 1945 года:218.